# Formigueret de bandes
El formigueret de bandes (Dichrozona cincta) és una espècie d'ocell de la família dels tamnofílids (Thamnophilidae) i única espècie del gènere Dichrozona.

## Descripció
Moixó amb cua molt curta i aspecte rodanxó. Parts inferiors gris clar. Capell marró. Ales amb zones marrons i negres i dues bandes grogoses.

## Hàbitat i distribució
Habita la selva humida de la zona neotropical, des del sud-est de Colòmbia i sud-oest de Veneçuela, cap al sud, a través de l'est de l'Equador i del Perú fins al nord de Bolívia i Brasil amazònic.

## Subespècies
S'han descrit 3 subespècies:
- D. c. cincta (Pelzeln, 1868). Est de Colòmbia, sud de Veneçuela i nord-oest de Brasil..
- D. c. stellata (Sclater PL et Salvin, 1880). Est de l'Equador i oest de Brasil.
- D. c. zononota Ridgway, 1888. Oest de Brasil i nord de Bolívia.